# Rubén Gallego

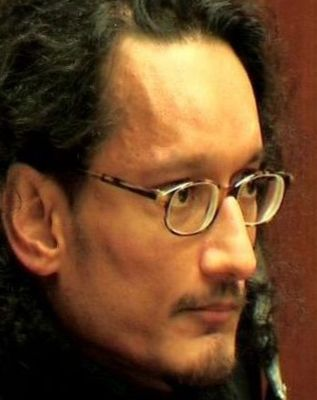
Rubén Gallego

Rubén David González Gallego (Russisch: Рубен Давид Гонсалес Гальего) (Moskou, 20 september 1968) is een Russisch schrijver.

## Leven en werk
Gallego werd geboren met een ernstige vorm van hersenverlamming. Op eenjarige leeftijd werd hij door zijn grootvader Ignacio Gallego, secretaris generaal van de Spaanse communistische partij in ballingschap, in een weeshuis geplaatst omdat deze zich voor zijn kleinzoon schaamde. Tegen zijn dochter, Rubens moeder, vertelde hij dat Ruben was overleden.
Ernstig gehandicapt, niet in staat zijn handen en voeten te gebruiken, toonde Ruben zich taai en overleefde zijn moeilijke kinderjaren tot in de volwassenheid. Hij wist vervolgens een normaal leven op te bouwen, werd computerspecialist, trouwde en kreeg kinderen. In 2001 verliet hij Rusland, werd in Praag verenigd met zijn moeder, woonde enige tijd in Freiburg en emigreerde uiteindelijk naar de Verenigde Staten.
Gallego trok internationaal aandacht met zijn aangrijpende memoires over zijn ellendige kindertijd in tal van Russische weeshuizen. In 2003 ontving hij hiervoor de Russische Bookerprijs. Het boek werd in tal van Westerse talen vertaald.